# Xian de Dafang
Le xian de Dafang (大方县 ; pinyin : Dàfāng Xiàn) est un district administratif du centre de la province du Guizhou en Chine. Il est placé sous la juridiction de la préfecture de Bijie.

## Démographie
La population du district était de 912 382 habitants en 1999.